# Léon Letsch
Léon Letsch, né le 20 mai 1927 à Mamer au Luxembourg, est un footballeur international luxembourgeois, qui évoluait au poste d'attaquant.

## Biographie

### Carrière en club
Léon Letsch commence sa carrière au Luxembourg avec l'équipe du Spora Luxembourg, où il reste cinq saisons. Avec ce club, il remporte un championnat et une coupe.
Il pose alors son sac en France au sein de l'équipe du CO Roubaix-Tourcoing, qui évolue en Division 1. Il joue 51 matchs, pour 5 buts marqués, en trois saisons. 
Il retourne aux Spora Luxembourg dès la saison 1953-1954. Il y remporte deux fois le championnat et une fois la coupe. Avec ce club, il dispute trois matchs en Ligue des champions, pour un but inscrit. Il inscrit son seul but en Ligue des champions le 6 septembre 1956, lors d'un match contre le Borussia Dortmund comptant pour le premier tour préliminaire de cette compétition. Il met un terme à sa carrière en 1961.

### Carrière internationale
Léon Letsch compte 53 sélections et 10 buts avec l'équipe du Luxembourg entre 1947 et 1961,. 
Il est convoqué pour la première fois en équipe du Luxembourg par le sélectionneur national Paul Feierstein, pour un match amical contre la Belgique le 4 mai 1947. Le match se solde par match nul de 3-3. 
Le 21 mai 1947, il inscrit son premier but en sélection contre la Tchécoslovaquie, lors d'un match amical. Le match se solde par une défaite 8-1 des Luxembourgeois. 
Il figure dans le groupe des sélectionnés lors des Jeux olympiques de 1952. Il joue deux matchs, pour un but inscrit lors du tournoi olympique de 1952. Dès la rencontre inaugurale pour sa sélection, il s'illustre en inscrivant un but contre la Grande-Bretagne. Le match se solde par une victoire 5-3 des Luxembourgeois. 
Il reçoit sa dernière sélection le 11 mai 1961 contre la France, lors d'un match amical. Le match se solde par une défaite 4-1 des Luxembourgeois. 
À six reprises, il porte le brassard de capitaine de la sélection luxembourgeoise.

## Palmarès
- Avec le Spora Luxembourg
  - Champion du Luxembourg en 1949, 1956 et 1961
  - Vainqueur de la Coupe du Luxembourg en 1950 et 1957